# Xã Delaware, Quận Shannon, Missouri
Xã Delaware (tiếng Anh: Delaware Township) là một xã thuộc quận Shannon, tiểu bang Missouri, Hoa Kỳ. Năm 2010, dân số của xã này là 91 người.